# 第55回全米映画批評家協会賞
55th NSFC Awards

作品賞: 

 ノマドランド 
第55回全米映画批評家協会賞は2020年の映画を対象としており、2021年1月9日に結果が発表された。

## 受賞結果
※()内は決選投票での得票数 

### 作品賞
- 1.『ノマドランド』 (52)
  - 2.『First Cow』 (50)
  - 3.『17歳の瞳に映る世界』 (41)

### 監督賞
- 1.クロエ・ジャオ - 『ノマドランド』 (58)
  - 2.スティーヴ・マックイーン - 『Small Axe』 (41)
  - 3.ケリー・ライヒャルト - 『First Cow』(30)

### 主演女優賞
- 1.フランシス・マクドーマンド - 『ノマドランド』 (46)
  - 2.ヴィオラ・デイヴィス - 『マ・レイニーのブラックボトム』 (33)
  - 3.シドニー・フラニガン - 『17歳の瞳に映る世界』 (29)

### 主演男優賞
- 1.デルロイ・リンドー - 『ザ・ファイブ・ブラッズ』 (52)
  - 2.チャドウィック・ボーズマン - 『マ・レイニーのブラックボトム』 (47)
  - 3.リズ・アーメッド - 『サウンド・オブ・メタル 〜聞こえるということ〜』 (32)

### 助演女優賞
- 1.マリア・バカローヴァ - 『続・ボラット 栄光ナル国家だったカザフスタンのためのアメリカ貢ぎ物計画』(47)
  - 2.アマンダ・サイフリッド - 『Mank/マンク』 (40)
  - 3.ユン・ヨジョン - 『ミナリ』 (33)

### 助演男優賞
- 1.ポール・レイシー - 『サウンド・オブ・メタル 〜聞こえるということ〜』 (53)
  - 2.グリン・ターマン - 『マ・レイニーのブラックボトム』 (36)
  - 3.チャドウィック・ボーズマン - 『ザ・ファイブ・ブラッズ』 (35)

### 脚本賞
- 1.エリザ・ヒットマン - 『17歳の瞳に映る世界』 (38)
  - 2.ケリー・ライヒャルト、ジョン・レイモンド - 『First Cow』 (35)
  - 3.チャーリー・カウフマン - 『もう終わりにしよう。』 (29)

### 撮影賞
- 1.ジョシュア・ジェームズ・リチャーズ - 『ノマドランド』 (47)
  - 2.シャビアー・カークナー - 『Lovers Rock』 (41)
  - 3.レオナルド・シモンイス - 『ヴィタリナ』 (34)

### 外国語映画賞
- 1.『コレクティブ 国家の嘘』 (38)
  - 2.『バクラウ 地図から消された村』 (36)
  - 2.『Дылда』 (36)
  - 3.『ヴィタリナ』 (32)

### ノンフィクション映画賞
- 1.『タイム』 (46)
  - 2.『ボストン市庁舎』 (28)
  - 3.『コレクティブ 国家の嘘』 (22)

### 映画遺産賞
- Women Make Movies
- Film Comment
- Brattle Theatre in Cambridge, MA